# Peter Townsend (oficial da RAF)
Peter Wooldridge Townsend (22 de novembro de 1914 — 19 de junho de 1995) foi o palafreneiro do rei Jorge VI do Reino Unido entre 1944 e 1952 e da rainha Elizabeth II entre 1952 e 1953.

## Carreira militar
Nascido em Rangum, na Birmânia, Peter foi educado em Haileybury College, em Hertford Heath. Em 1933, juntou-se a Força Aérea Real (RAF), treinando em Cranwell. Serviu no Training Command e, como instrutor de voo, na estação de Montrose. Em 1937, serviu na estação da RAF de Tangmere. Por volta de 1940, então um líder de esquadrão, uniu-se ao esquadrão n.° 43 da RAF. Foi comandante de voo em operações noturnas na estação de Hunsdon (1941) e oficial de comando da estação de Drew e do esquadrão n.° 611, uma unidade de Spitfire.
Townsend foi um dos notáveis pilotos da Batalha da Grã-Bretanha, servindo como oficial de comando no esquadrão n.° 85 da RAF, que voava com Hawker Hurricanes. Ele continuou a liderar a unidade mesmo sendo ferido em ação.
Subsequentemente, Peter Townsend foi líder do esquadrão n° 605, uma unidade que operava à noite, e estudou em um colégio de comando militar em outubro de 1942. Em janeiro de 1943, foi apontado oficial de comando na estação de West Malling. Foi promovido a capitão de grupo em 1948.
Em 1944, foi apontado palafreneiro temporário de Jorge VI, servindo até 1953, quando se tornou palafreneiro extra, um posto honorário que deteve até sua morte. Em agosto de 1950, foi feito Deputy Master of the Household. Em 1952, adquiriu o posto de controlador , trabalhando para a rainha-mãe. Retirou-se dos arranjos domésticos da corte no ano seguinte. De 1953 até 1956, foi um adido aeronáutico em Bruxelas.

## Vida pessoal
Em 17 de julho de 1941, ele casou-se com (Cecil) Rosemary Pawle (1921-2004), com quem teve dois filhos: Giles (1942) e Hugo (1945). Divorciaram-se em 1952, e Rosemary se casou um ano depois com seu amante, John de László (filho do pintor Philip de László). Mais tarde, em 1978, tornou-se a terceira esposa do 5° Marquês Camden.
O capitão de grupo Townsend é melhor conhecido por seu romance com a princesa Margarida. Apesar de sua respeitável carreira, ele, por ser um homem divorciado, não tinha nenhuma chance de desposar uma princesa, e a relação entre eles causou polêmica no começo dos anos 50. Depois, ele casou-se com uma mulher belga, Marie-Luce Jamagne.
Foi um dos muitos conselheiros militares do filme A Batalha da Grã-Bretanha, de 1968. Peter Townsend passou muito de seus últimos anos de vida escrevendo livros de não-fictícção, tais como:
- "Earth My Friend", trata-se de uma jornada que ele fez sozinho pelo mundo no meio dos anos 1950;
- "Duel of Eagles", trata-se sobre a Batalha da Grã-Bretanha;
- "The Odds Against Us" ou "Duel in the Dark", trata-se sobre os bombardeios noturnos da Luftwaffe entre 1940 e 1941;
- "The Last Emperor", uma biografia do Rei George VI;
- "The Girl in the White Ship", trata-se sobre uma jovem refugiada do Vietnã no fim dos anos 1970 que foi a única sobrevivente de seu navio de refugiados;
- "The Postman of Nagasaki", trata-se sobre a explosão da bomba atômica em Nagasaki;
- "Time and Chance", uma autobiografia.

Ele também escreveu muitos artigos pequenos e contribuiu para outros livros.
Seu filho mais velho, Giles Townsend, é o presidente da Cambridge Bomber and Fighter Society. Seu outro filho, Hugo, é casado com a princesa Iolanda de Ligne, uma irmã da princesa Cristina de Orléans Bragança.

## Morte
Peter Townsend morreu de câncer de estômago a 19 de junho de 1995, aos oitenta anos, em Rambouillet, França, onde mantinha residência.